# Carsten Jancker
Carsten Jancker (28 de agosto de 1974) es un exfutbolista alemán, se desempeñaba como delantero y es recordado sobre todo por su paso por el Bayern de Múnich y disputar el Mundial 2002 con la selección de fútbol de Alemania. Actualmente es entrenador del DSV Leoben austriaco.

## Trayectoria

### Como jugador
Jancker se inició en las categorías inferiores del Hansa Rostock, para pasar al FC Colonia, haciendo su debut en 1995. Tras escasas participaciones, fue cedido al Rapid Viena esa misma temporada, marcando 14 goles con el equipo austríaco. Su gran desempeño le llevó a fichar por el gigante bávaro, el Bayern de Múnich en 1996.
Su etapa en el Bayern fue la mejor de su carrera, entre 1996 y 2002. Formó una pareja atacante letal junto al brasileño Giovane Élber, ganando además 4 Bundesligas, 4 Copas de Liga Alemana, dos Copas de Alemania, una Champions League y una Intercontinental.
Tras 6 años en el conjunto de Baviera, se mudó a Italia para fichar por el Udinese. Jancker permaneció en el equipo dos temporadas, disputando 35 partidos con tan solo dos goles. Su estancia fue muy criticada y su rendimiento fue calificado de, "regular".
Tras dejar el Udinese, regresó a Alemania para jugar en el FC Kaiserslautern. El retorno a casa hizo regresar el estado de forma de Jancker, que marcó 5 goles en 25 partidos, incluyendo 6 goles ante el FC Schönberg 95 en la Copa de Alemania, récord de anotación de un jugador en cualquier competición. Jancker mejoró así su anterior récord conjunto de cinco goles, que había marcado con el Bayern de Múnich contra el DJK Waldberg en la derrota de este último por 16-1 en la primera ronda de la Copa en 1997. Tras el descenso del Kaiserslautern en 2006, Jancker viajó a China para jugar en el Shanghái Greenland Shenhua. Tras sus pobres actuaciones, fue descartado en octubre y aceptó fichar por el SV Mattersburg en el mercado de invierno. En junio de 2009 se anunció que el Mattersburg no quería seguir trabajando con Jancker debido a su estado físico. En febrero de 2010 anunció su retirada al final de esa temporada.

## Selección nacional
Sus actuaciones junto a Elber con el Bayer Munich llamaron la atención del seleccionador nacional de Alemania, Erich Ribbeck, que incluyó a Jancker en su equipo internacional para la Eurocopa 2000. Con la selección de Alemania no tuvo el rendimiento esperado y fueron pocos los partidos que jugó con el equipo nacional.  Una posible explicación de su pobre rendimiento internacional podría ser que la selección alemana carecía de un compañero de ataque habilidoso en el molde de Élber. Sea cual fuere la razón, Jancker nunca impresionó con Alemania; aunque fue incluido en la convocatoria de Rudi Völler para la Copa Mundial de la FIFA 2002 -marcó un gol en la victoria inicial del equipo por 8-0 contra Arabia Saudí-, fue apartado del equipo poco después del torneo y nunca volvió a ser convocado. Su récord goleador con la selección alemana es de aproximadamente un gol cada tres partidos. Uno de sus goles más famosos con la selección fue en uno de los partidos más tristemente famosos para Alemania: El 1-5 que encajaron ante Inglaterra en 2001 en Munich, en pleno clasificatorio para el Mundial de 2002, con triplete de Michael Owen. Evidentemente, el único gol alemán fue de Jancker.

### Participaciones en Copas del Mundo
| Mundial                        | Sede                  | Resultado  |
| ------------------------------ | --------------------- | ---------- |
| Copa Mundial de Fútbol de 2002 | Corea del Sur y Japón | Subcampeón |

### Participaciones en Eurocopa
| Torneo        | Sede                   | Resultado    |
| ------------- | ---------------------- | ------------ |
| Eurocopa 2000 | Bélgica y Países Bajos | Primera fase |

## Clubes

### Como jugador
| Club                 | País     | Año       | Partidos | Goles |
| -------------------- | -------- | --------- | -------- | ----- |
| FC Colonia           | Alemania | 1993-1995 | 5        | 1     |
| Rapid Viena          | Austria  | 1995-1996 | 27       | 7     |
| Bayern de Múnich     | Alemania | 1996-2002 | 143      | 48    |
| Udinese              | Italia   | 2002-2004 | 36       | 2     |
| 1. FC Kaiserslautern | Alemania | 2004-2006 | 30       | 5     |
| Shanghái Shenhua     | China    | 2006      | 7        | 0     |
| SV Mattersburg       | Austria  | 2006-2009 | 81       | 24    |

### Como entrenador
| Club                         | País    | Año       |
| ---------------------------- | ------- | --------- |
| SC Neusiedl 1919 (Sub-14)    | Austria | 2010      |
| SC Neusiedl 1919             | Austria | 2010      |
| Rapid Viena (sub-15)         | Austria | 2010-2013 |
| Rapid Viena (2.º entrenador) | Austria | 2013-2016 |
| SV Horn                      | Austria | 2017-2018 |
| FC Marchfeld Donauauen       | Austria | 2019-2021 |
| DSV Leoben                   | Austria | 2021-Act. |

## Palmarés

### Campeonatos nacionales
| Título               | Club               | País     | Año  |
| -------------------- | ------------------ | -------- | ---- |
| Bundesliga (Austria) | Rapid Viena        | Austria  | 1996 |
| 1. Bundesliga        | F.C. Bayern Múnich | Alemania | 1997 |
| Copa de la Liga      | F.C. Bayern Múnich | Alemania | 1997 |
| Copa de Alemania     | F.C. Bayern Múnich | Alemania | 1998 |
| Copa de la Liga      | F.C. Bayern Múnich | Alemania | 1998 |
| 1. Bundesliga        | F.C. Bayern Múnich | Alemania | 1999 |
| Copa de la Liga      | F.C. Bayern Múnich | Alemania | 1999 |
| 1. Bundesliga        | F.C. Bayern Múnich | Alemania | 2000 |
| Copa de Alemania     | F.C. Bayern Múnich | Alemania | 2000 |
| Copa de la Liga      | F.C. Bayern Múnich | Alemania | 2000 |
| 1. Bundesliga        | F.C. Bayern Múnich | Alemania | 2001 |

### Campeonatos internacionales
| Título                | Equipo (*)         | Sede   | Año  |
| --------------------- | ------------------ | ------ | ---- |
| UEFA Champions League | F.C. Bayern Múnich | Italia | 2001 |
| Copa Intercontinental | F.C. Bayern Múnich | Japón  | 2001 |